# Нораґюх (Аскеран)
Нораґюх (вірм. Նորագյուղ, азерб. Təzəbinə) — село у Аскеранському районі Нагірно-Карабаської Республіки. Село розташоване на південний захід від Аскерана, поруч з селами Іванян, Сардарашен та Астхашен. Поруч з селом проходить магістральний газопровід, село газифіковано. В селі працює електромлин. Наприкінці липня 2007 р. відбулося підтоплення у зв'язку зі зливами та проривом греблі. Наразі село повністю відновлено.

## Історія

### Війна
Під час Карабаської війни село атакували бойові гвинтокрили Мі-24 Національної армії Азербайджану, під час яких гинули мирні жителі.

## Пам'ятки
- У селі розташовані церква Святого Геворга 1810 р., джерело 19 століття, кладовище 19-20 ст., хачкар 12-13 ст. та святиня «Саре хач» 12-20 ст.